# 生化危機系列手機遊戲
“生化危机系列”发布过多款手机游戏。大部分是移植或改编的游戏，但也有手机原创故事的游戏。

## 概述
一开始，许多游戏都是迷你小游戏，但随着手机性能的提高与计算机技术的进步，其中一些游戏已经被制作成类似正统故事的大型游戏。但手机游戏在一定程度上受到多个运营商的监管，一些恐怖场景被描绘得相当低调。 例如，僵尸咬人不会流血，也没有截肢等画面表现。

## 本地离线游戏

### 生化危机：僵尸破坏者（バイオハザード・ゾンビバスター）
( Vapp-2001 发布)
射击游戏。
出现了里昂·S·肯尼迪和克莱尔·雷德菲尔德，以《生化危机2 》为背景。
包括来自 Open Door 系列的熟悉演示。生产方面得到了更多的关注。
2011 年 6 月 1 日，出现了为 docomo、au 和 softbank 高清画面的重制版本。
- 角色 - 里昂·S·肯尼迪和克莱尔·雷德菲尔德

### 生化危机：僵尸射手（バイオハザード・ゾンビシューター）
（iapp-2001 发布)
射击游戏。和其他的生化危机手游不同，游戏内容仅仅是射击出现在 6 个方格中的僵尸（可能会出现其他生物）。没有玩家角色出现。
顺便说一句，这个应用程序和下面提到的“BIOHAZARD ATN”和“Zombie Buster”没有在海外发行。

### 生化危机：A.T.N（BIOHAZARD A.T.N）
( Vapp-2002 发布)
2002年发行的射击游戏。界面让人想起《枪下游魂系列》，画面中央有一个大僵尸，还有玩家拿着枪的手。
该游戏于2002年发布，当时正值手机应用游戏的黎明期，因此容量稀少，内容是简短的小游戏。
A.T.N 的名称取自「AssaulteTheNightmare」的首字母。

### 生化危机:故事（バイオハザード THE STORIES）
（iapp-2004 年8 月 1 日发布， EZapp- 2005 发布， S!app- 2007 年 11月 发布）
改编自《生化危机3 》。与上面的游戏不同，本作具有强烈的动作性，与原版《生化危机3 》的系统相同。 它有一个不寻常的基于积分的系统，即用积分购买游戏场景。 还可以用积分购买铃声和影片。 在游戏过程中会频繁的使用网络通信来获取CG和事件数据。

### 生化危机:任务（BIOHAZARD THE MISSIONS）
（ V app - 2004 年12 月 1 日 发布， EZ app - 2005 年 发布）
基于《生化危机3 》的游戏。 该游戏是以计量发售的方式贩卖（按照游戏时间计费），取消了积分系统和活动推送。 代价是没有更多的事件，故事元素有些清淡。 游戏只发生在浣熊市警察局，上城区并没有出现。 游戏的最终目标不是逃离城市，而是逃离警察局。  由于容量的原因，背景图形的颜色大量阉割，甚至有一些是模糊的。
- 角色 -吉尔、追踪者、僵尸、猎杀者

### 生化危机：机密报告（BIOHAZARD confidential report）
（ i- app - 于2005年 2 月 7 日 发布）
模拟游戏。 包含自己的原创故事情节。 故事讲述了菜鸟警察泰勒和联邦调查局特工娜奥米前来调查一个设施的神秘爆炸，并在设施中遇到了一个 "绝密实验"。  这个游戏与正统生化游戏没有时间线上的联系，算是外传游戏。
- 角色 - 泰勒，娜奥米

### 生化危机：纪实（BIOHAZARD the episodes）
（ i- app - 2007 年 7 月 2 日 发布）
BIOHAZARD THE MISSIONS的i-appli版本有一个名为Uptown的新版本，加强了敌人的AI和改进了背景图。
除了用任务系统通关的任务模式外，还有手机原创故事展开的情节模式。
- 角色 -吉尔、卡洛斯、追踪者、僵尸、猎杀者、僵尸狗

### 生化危机：行动（バイオハザードオペレーション）
（ EZ App - 2007 年 5 月 24 日 发布， i-App - 2007 年11 月 发布）
基于《生化危机》的GC重制版；AU首先发行。 游戏系统采用与前作相同的任务格式。 由于采用了BREW 3.1，即当时的最新标准，能显示比前作品看起来更好的图形画面（基于GC版的图形引擎）。  该游戏有一段时间是AU独占的，但后来出现了带有额外隐藏元素的i-mode版本。  场景与原作相同，目标是从洋館中逃出。 游戏是以任务为基础的，所以没有谜题需要解开。  自『ゾンビバスター』以来，开门动画首次在手机上得到恢复。
- 角色 - 克里斯、吉尔、僵尸（没有 Crimson Head）、地狱犬、暴君等。

### 生化危机4移动版（バイオハザード4 mobileエディション）
（ EZ app- 2008 年 2 月 1 日 发布）
改编自《生化危机4 》。 AU 提前发行。作为KDDI倡导的应用游戏新标准「FULL GAME」（（BREW4.0）的第一部游戏登场。
W56T和W54S预装了体验试用版《生化危机4移动版预览》。
顺便说一句，官方缩写是“Bio 4me”（バイオ4me）。
- 角色 - 里昂，阿什利

### 生化危机4移动版（完整版）（バイオハザード4 mobileエディション（完全版））
（ iOS - 2009 年 7月 发布）
EZ版“生化危机4移动版”的完整版。即使在 iOS 上，“iPad 版”也有第 1 章至第 12 章，而iPhone 版有第 1 章至第 22 章，可下载的场景因型号而异 。
官方简称为“Bio 4me”（バイオ4me）。
- 角色 - 里昂，阿什利、克劳德

### 生化危机：恶化（バイオハザード:ディジェネレーション）
（ iOS, EZ 应用程序- 2009年 发布）
CG电影《生化危机：恶化》的游戏版
- 角色 -里昂，克莱尔

### 生化危机雇佣兵VS（バイオハザード マーセナリーズVS.）
（ iOS - 2011 年 4 月 10 日 发布）
可以在线（ Wi-Fi ，最多 4 名玩家）或本地（蓝牙，2 名玩家）合作游戏或单人游玩。虽然主要设计成竞技玩法，但也有离线单人模式进行练习。
通过累积攻击时增加，被击中时减少的“威胁度”，您可以向对手发送生化生物。
- 角色 - 吉尔、克里斯、威斯克

## 网页游戏

### 生化危机：我-幸存者（BIOHAZARD i SURVIVOR）
( i-mode浏览器 - 2001 年 6 月交付， 6)
原创剧情，设定在一个叫 "安布雷拉之城 "的小镇。 这是一款冒险游戏，用户在游戏中选择选项并继续前进，使得《生化危机》系列的世界可以在浏览器上游玩享受。

### 生化危机生存之门（BIOHAZARD Survival Door）
(i-mode, EZweb, Softbank- 2010 年 发布)

### 生化危机爆发生存（バイオハザード アウトブレイク サバイヴ）
（i-mode、EZweb、Softbank-在浏览器GREE中发布-2011 年 6月 发布）

### 大家与生化危机宗师（みんなと バイオハザード クランマスター）
（i-mode、EZweb、Softbank - Mobage浏览器内发布 - 2012 年 10月 发布）

### 大家与生化危机的团队生存（みんなと バイオハザード チームサバイヴ）
（i-mode、EZweb、Softbank- Mobage浏览器内发布- 2013年7月 发布， d-game交付-2014年2月 发布）

## 非游戏应用

### 主题/生化危机
用于手机的Kisekae工具应用程序。 使用了《生化危机》重置版的CG和BGM。 数据文件夹、照相机和其他界面屏幕与游戏中的状态屏幕相同。 充电图标是绿色、蓝色和红色草药。

## 脚注
1. ↑  .   [2022-09-28]. （原始内容存档于2022-09-28）.
2. ↑  .   [2022-09-28]. （原始内容存档于2022-09-29）.